# Warren Clarke
Alan James Clarke,más conocido por su nombre artístico como Warren Clarke (Oldham, Gran Mánchester; 26 de abril de 1947 - Beaconsfield, Buckinghamshire; 12 de noviembre de 2014), fue un actor británico de cine y televisión. Era conocido principalmente por interpretar a Dim en La naranja mecánica, dirigida por el Stanley Kubrick.

## Biografía
Nació el 26 de abril de 1947 en Oldham, Gran Mánchester, Inglaterra, Reino Unido.
Su padre trabajaba como fabricante de vidrio y su madre como secretaria.A los 15 añoscomenzó a trabajar en el Manchester Evening News como un niño de copia. Más tarde se trasladó a teatros de aficionados y actuó en el Huddersfield Rep antes de trabajar como actor a tiempo completo.Durante este periodo decidió cambiar su nombre de pila a Warren, un nombre que escogió por las veces que su novia se había enamorado de Warren Beatty.

## Vida personal
Clarke era un aficionado al golf y había sido un seguidor del equipo de fútbol Manchester City F.C. desde que tenía siete años de edad.
El matrimonio de Clarke, su primera esposa terminó en el divorcio un par de años después de que sus padres murieran. Tuvieron un hijo juntos, Rowan. También tuvo una hija, Georgia.
El 12 de noviembre de  2014 Clarke murió mientras dormía, después de una corta enfermedad. Le sobreviven su segunda esposa Michelle, su hija Georgia y su hijo Rowan. Clarke vivió en Beaconsfield, Buckinghamshire.

## Filmografía
| Año  | Título                          | Personaje                                                             |
| 1969 | The Virgin Soldiers             | como Soldier (sin acreditar)                                          |
| 1970 | The Breaking of Bumbo           | como Gdsm. Andrews                                                    |
| 1971 | La naranja mecánica             | como Dim                                                              |
| 1972 | Antony and Cleopatra            | como Scarus                                                           |
| 1973 | O Lucky Man!                    | como Maestro de Ceremonias (Nightspot) / Warner / Enfermera Masculina |
| 1979 | S.O.S. Titanic                  | como 4.º Oficial Joseph G. Boxhall                                    |
| 1979 | Cloacas de oro                  | como Jean                                                             |
| 1980 | La espada invencible            | como Scar                                                             |
| 1981 | De un país lejano               | como Wladek                                                           |
| 1982 | Firefox                         | como Pavel Upenskoy                                                   |
| 1982 | Enigma                          | como Konstantin                                                       |
| 1984 | Real Life                       | como Gerry                                                            |
| 1984 | Lassiter                        | como Max Hofer                                                        |
| 1984 | Top Secret!                     | como el coronel von Horst                                             |
| 1985 | De flyvende djævle              | como Arno                                                             |
| 1985 | Gulag                           | como Hooker                                                           |
| 1987 | Ishtar                          | como English Gunrunner                                                |
| 1988 | Amo o esclavo                   | como Capitán Lee                                                      |
| 1995 | I.D.                            | como Bob                                                              |
| 2000 | Flower Power. Como una regadera | como gobernador Hodge                                                 |
| 2001 | Éxito por los pelos             | como Tony                                                             |
| 2001 | El dique de Arthur              | como Doug Manley                                                      |